# Данилова, Мария Антоновна
Мария Антоновна Данилова (1925 — ?) — бригадир садчиков Алма-Атинского кирпичного завода № 1 Министерства промышленности строительных материалов Казахской ССР, Герой Социалистического Труда (1966).

## Биография
Член КПСС с 1968.
В 1948—1981 гг. рабочая, бригадир садчиков на Алма-Атинском кирпичном заводе № 1 (с 1970 г. комбинат стройматериалов).
Герой Социалистического Труда (Указ от 28.07.1966 — за выдающиеся успехи, достигнутые в выполнении заданий семилетнего плана по развитию промышленности строительных материалов).
Депутат Алма-Атинского горсовета пяти созывов (1958—1981).
С 1981 на пенсии.